# Nemophora associatella
Nemophora associatella — вид метеликів родини довговусих молей (Adelidae).

## Поширення
Вид поширений в Центральній та Південній Європі. В Україні не спостерігався.

## Опис
Розмах крил 19 мм.

## Спосіб життя
Гусениці молодшого живляться хвоєю ялиці білої, мінуючи її. Личинка мінує одну хвоїнку, згодом опускається разом із нею на землю. Вона використовує хвоїнку як чохлик і харчується детритом.